# Jean du Chasteler ou Chastelet
II. Jean du Chastelet ou Chastelet, comte de Hainaut

## Mariage et enfants
Il épousa Gillette de Passavant, puis Agnès de Bertincourt.
Il eut du premier lit :
1. Erard ;
2. Henri, reconnu pour le chef de la branche du Châtelet ;
3. Agnès, née vers 1295 et mariée à Thierry II de Lenoncourt

et du second lit :
1. Jean, chambellan du roi Philippe, gouverneur de Tournay ;
2. Pierre, commandant en chef de l'armée de Marie de Blois.

## Sources
- Dictionnaire de la noblesse, Badier, 1772
- Histoire généalogique de la maison du Châtelet de Dom Calmet, Nancy, 1741 ;